# ناحیه کینگشین
کینگشین (به لاتین: Qingxin District) یک سکونتگاه مسکونی و county-level city در جمهوری خلق چین است که در کینگوان واقع شده‌است.